# Tre miracoli di san Zanobi (Botticelli New York)
I Tre miracoli di San Zanobi sono un dipinto a tempera su tavola (67,3x150,5 cm) di Sandro Botticelli, databile al 1500-1505 circa e conservato nel Metropolitan Museum di New York.

## Descrizione e stile
La tavola decorava probabilmente una spalliera in un'abitazione privata, magari di un prelato, o la sede di una confraternita. Il soggetto è infatti la storia di san Zanobi, vescovo di Firenze vissuto nel IV secolo. Le fonti sono la Vita di san Zanobi di Fra Clemente Mazza, pubblicata per la prima volta nel 1487. Fa parte di una serie di quattro dipinti che alcuni indicano come uno degli ultimi lavori svolti dal Botticelli.
In questa scena in particolare si vedono tre resurrezioni miracolose ad opera di Zanobi: da sinistra il vescovo incontra un corteo funebre e resuscita il giovane morto; al centro fa risorgere un uomo che era stato ucciso mentre trasportava alcune reliquie donate da sant'Ambrogio (due scheletri di santi dentro una bara); sullo sfondo infine sant'Eugenio riceve acqua e sale benedetti da Zanobi e si affretta poi attraverso una piazza per far rivivere tramite essi una parente morta (in primo piano a destra).
La scena è scandita dalle architetture, con i singoli "atti" che si svolgono rispettivamente davanti a un palazzo rinascimentale, un brano di paesaggio e una piazza cittadina. La narrazione è vivace, ben calibrata nell'interazione tra le varie scene, con alcuni brani molto espressivi, come lo stupore degli astanti che vedono i miracoli. Come tipico dell'ultima produzione di Botticelli, la pittura vira verso forse più astratte e antinaturalistiche, con colori squillanti e profili taglienti e irreali dei panneggi, che ricordano esempi del primo Quattrocento fiorentino (Angelico, Lorenzo Monaco), secondo uno stile volutamente arcaizzante.